# ألان وايتهيد
ألان وايتهيد (بالإنجليزية: Alan Whitehead)‏ (3 سبتمبر 1951 في المملكة المتحدة - ) هو لاعب كرة قدم بريطاني في مركز الدفاع. لعب مع برمنغهام سيتي وكيه في ميخيلين.

## وصلات خارجية
- ألان وايتهيد على موقع قاعدة بيانات كرة القدم.إي يو (الإنجليزية)